# 7月17日
7月17日是阳历年的第198天（闰年是199天），离一年的结束还有167天。

## 大事记

### 15世紀以前
- 前180年：刘邦之子代王刘恒至长安即位，是为汉文帝。
- 180年：十二名西拉诸殉教士（英语：Scillitan Martyrs）在北非被处决，是北非最早有记录的基督徒。
- 707年：日本元明天皇即位。
- 1048年：达玛稣二世当选教皇。
- 1203年：第四次十字军东征中，十字军攻下君士坦丁堡。拜占庭皇帝阿历克塞三世流亡希腊。

### 15世紀
- 1402年：朱棣在南京登基，是为明成祖。
- 1429年：法國國王查理七世在蘭斯大教堂加冕。
- 1453年：法蘭西王國軍隊在法國炮兵指揮官讓·布羅的指揮下於卡斯蒂永戰役對英格蘭王國軍隊取得決定性勝利，英格蘭失去除加萊外所有歐洲大陸領土，進而結束了英法百年戰爭。

### 18世紀
- 1717年：格奥尔格·弗里德里希·亨德尔的水上音乐在英王乔治一世的皇家驳船上被演奏。
- 1762年：已被废黜的俄罗斯帝国皇帝彼得三世被其妻、女皇叶卡捷琳娜二世下令杀死。
- 1791年：法國大革命練兵場慘案：法國國民自衛軍朝戰神廣場上的遊行群眾開槍，造成約50人死亡。
- 1794年：在雅各宾专政结束的十天前，天主教加尔默罗会的十六位信徒被判决死刑。

### 19世紀
- 1821年：西班牙王国将佛罗里达交给美国统治。
- 1850年：威廉·邦德和約翰·亞當斯·惠普爾（英语：John Adams Whipple）拍攝了一張織女一的銀版攝影照片，這是第一張太陽以外恆星的天體照片。
- 1867年：哈佛牙医学院在麻省波士顿建立，成为美国历史上第一个附属于大学的牙科分校。
- 1898年：中德《胶澳租界条约》在德国柏林批准交换。
- 1899年：日本电气株式会社成立。

### 20世紀
- 1902年：威利斯·开利在纽约水牛城发明最早的空调。
- 1907年：国际射击运动联合会正式成立。
- 1909年：霍元甲创办精武体育会。
- 1917年：英王乔治五世宣布英國王室姓氏由萨克森-科堡-哥达改为溫莎。
- 1918年：俄罗斯布尔什维克革命者处决关押在叶卡捷琳堡的罗曼诺夫王朝沙皇尼古拉二世及其家人。
- 1918年：曾从泰坦尼克号上救下705个生还者的卡柏菲亚号在爱尔兰沿海被德国U55潜艇击沉，五人丧生。
- 1932年：纳粹党的准军事部队，党卫队和冲锋队，在汉堡市阿尔托纳区与德国共产党发生冲突。
- 1936年：西班牙駐西屬摩洛哥的軍隊發動反對西班牙第二共和國政府的政變叛亂行動，進而引發西班牙內戰的爆發。
- 1937年：中华民国國民政府軍事委員會委員長蔣中正在庐山发表對日抗戰的《廬山聲明》。
- 1944年：兩艘滿載二戰彈藥的船隻在美國加州芝加哥港海軍軍港爆炸，造成320人死亡，400多人受傷。
- 1945年：美国、英国、苏联三国首脑杜鲁门、丘吉尔和斯大林在德國波茨坦召开二战后处置德国的波茨坦会议。
- 1955年：第一座華特迪士尼樂園及度假區、同時也是唯一一座由華特·迪士尼親自擔任設計與建造監督的迪士尼樂園於美國加利福尼亞州安那罕正式開放。
- 1966年：日本特摄节目超人力霸王开始在日本TBS電視台播出。
- 1968年：伊拉克將軍艾哈邁德·哈桑·貝克爾發動7月17日革命政變，使伊拉克巴斯黨（英语：Ba'ath Party (Iraqi-dominated faction)）登上了伊拉克國內的權力巔峰。[1]
- 1973年：阿富汗的穆罕默德·达乌德汗發動政變，並建立共和國；納迪爾王朝滅亡。
- 1975年：美國阿波羅太空船與蘇聯聯盟號太空船在地球軌道對接，也是兩國首次載人太空任務合作。
- 1976年：第21届奥运会在加拿大蒙特利尔举行，英女皇伊利沙伯二世宣佈運動會開幕。
- 1979年：尼加拉瓜桑地诺民族解放阵线推翻安纳斯塔西奥·索摩查·德瓦伊莱的独裁统治，索摩查家族统治告终。
- 1981年：美国堪薩斯城飯店的橫樑通道倒塌（英语：Hyatt Regency walkway collapse），造成114人死亡。
- 1984年：美国将合法喝酒年龄从18岁提高到21岁。
- 1987年：法国和伊朗断交。
- 1989年：世界上第一架完全由电脑设计的飞机—美国B-2隐形轰炸机试飞成功。
- 1992年：曼徹斯特輕鐵正式啟用，為英國第一座現代化的街道輕軌系統。
- 1994年：巴西憑点球击败意大利，获第十五届世界杯冠军，這是世界盃歷史上第一次透過点球決定冠軍球隊。
- 1996年：美国環球航空800號班機空中爆炸，機上230人全數遇难。[2]
- 1998年：末代沙皇遗骸重新埋葬。
- 2000年：中國重庆云阳县150户居民集体搬迁至上海崇明县，这是三峡库区首批外迁的移民。

### 21世紀
- 2001年：中國廣西南丹縣发生煤礦礦井滲水事故，81人死亡，后南丹縣委書記萬瑞忠因在此案中犯受贿罪被判死刑。
- 2005年：印尼政府和亞齊省分離分子，宣布8月中在赫爾辛基正式簽署諒解備忘，結束近30年的流血衝突。
- 2007年：巴西天馬航空3054號班機在巴西聖保羅孔戈尼亞斯/聖保羅機場墜毀，造成13受傷及194人死亡，為拉丁美洲航空史上及空中巴士A320投入使用以來死亡人數最多的空難
- 2009年：印尼首都雅加達兩間豪華酒店麗思卡爾頓酒店和萬豪酒店遭受炸彈爆炸襲擊，造成至少9人死亡、近50人受傷。
- 2014年：马来西亚航空17号班机在乌克兰东部顿涅次克遭到飞弹击落，造成机上298人死亡。
- 2018年：美國天文學家史考特·桑德·雪柏團隊於木星周围发现12颗新卫星。
- 2018年：約旦考古學家於納圖夫文化的石爐中發現西元前12,500年的麵餅，成為現存最古老的麵包。
- 2022年：美國印第安納州格林伍德格林伍德公園購物中心（英语：Greenwood Park Mall）美食廣場發生大規模槍擊事件（英语：Greenwood Park Mall shooting），造成槍手在內四人死亡、兩人受傷。

## 出生
- 918年：源博雅，日本平安時代貴族（980年逝世）
- 1487年：伊斯玛仪一世，伊朗萨菲王朝的首位君主（1524年逝世）
- 1674年：以撒·华兹，英國赞美诗作者，神学家（1748年逝世）
- 1714年：亚历山大·戈特利布·鲍姆加登，普鲁士哲学家，主张独立学习美学（1762年逝世）
- 1744年：埃尔布里奇·格里，美國政治人物、外交官，第5任美國副总統（1814年逝世）
- 1763年：約翰·雅各·阿斯特，德裔美國商人、投資者，美國第一批百萬富翁（1848年逝世）
- 1787年：弗里德里希·克虜伯，德国工业家，蒂森克虏伯前身克虏伯钢铁厂的奠基人（1826年逝世）
- 1797年：保罗·德拉罗什，法國學院派画家（1859年逝世）
- 1831年：奕詝，清朝咸豐皇帝（1861年逝世）
- 1846年：德川家茂，日本江户幕府第14代征夷大将軍（1866年逝世）
- 1846年：尼古拉·尼古拉耶維奇·米克盧霍-馬克萊，烏克蘭裔俄羅斯探險家（1888年逝世）
- 1853年：亚历克修斯·迈农，乌克兰裔奥地利哲学家（1920年逝世）
- 1856年：李完用，韓國政治人物，第7任內閣總理大臣（1926年逝世）
- 1871年：利奥尼·费宁格，德裔美國諷刺画家，表現主义代表人物（1956年逝世）
- 1888年：萨缪尔·约瑟夫·阿格农，以色列作家，1966年诺贝尔文学奖得主（1970年逝世）
- 1889年：厄尔·史丹利·贾德纳，美國侦探小說作家（1970年逝世）
- 1894年：乔治·勒梅特，比利时牧師、宇宙学家（1966年逝世）
- 1905年：埃德加·斯諾，美國記者、作家（1972年逝世）
- 1908年：穆罕默德·納席爾，印尼政治人物，第5任印尼總理（1993年逝世）
- 1911年：楊绛，中國作家，戏剧家、翻译家（2016年逝世）
- 1916年：西四辻公敬，日本企業家（1991年逝世）
- 1920年：胡安·安東尼奧·薩馬蘭奇，西班牙體育官員，前國际奥林匹克委员会主席（2010年逝世）
- 1921年：路易·拉什納爾，法國登山家（1955年逝世）
- 1924年：李麗華，香港演員（2017年逝世）
- 1925年：約翰·特林考斯，美國商業顧問、管理與行為研究員、工程師（2017年逝世）
- 1931年：鍾偉明，香港資深廣播人（2009年逝世）
- 1932年：青島幸男，日本政治人物、作家、節目主持人（2006年逝世）
- 1932年：沃伊切赫·基拉爾，波蘭古典音樂、電影配樂作曲家（2013年逝世）
- 1932年：季諾，阿根廷漫畫家，代表作《娃娃看天下》（2020年逝世）
- 1933年：卡爾梅努·米夫蘇德·邦尼奇，馬爾他政治人物，第9任馬爾他總理（2022年逝世）
- 1935年：班傑明·希維勒提，美國律師、政治人物，曾任美國司法部長（2022年逝世）
- 1935年：唐纳德·萨瑟兰，加拿大男演員（2024年逝世）
- 1938年：內藤武宣，日本政治家秘書、記者、講師
- 1947年：卡蜜拉王后，英國王室成員
- 1948年：甄珍，台灣女演員
- 1948年：侯耀文，中國相聲表演藝術家（2007年逝世）
- 1948年：寶拉·斯科迪，美國天文學家
- 1950年：亨利，菲斯滕貝格親王（2024年逝世）
- 1952年：大衛·赫索霍夫，美國男演員
- 1954年：安格拉·梅克爾，德國政治家、物理學家、量子化學家，曾任德國總理，也是德國歷史上首位女性總理
- 1954年：約瑟夫·麥可·斯特拉日恩斯基，美國編劇、製片人、作家
- 1955年：費玉清，台灣歌手
- 1955年：李少紅，中國導演
- 1958年：王家衛，香港導演
- 1960年：賀衛方，中國法學家
- 1960年：方滨興，中國信息安全專家
- 1960年：仇雲波，香港男演員
- 1961年：安東尼奧·科斯塔，葡萄牙律師、政治人物，前任葡萄牙總理
- 1962年：楊文欣，臺灣政治人物（2025年逝世）
- 1964年：神坂一，日本小說家
- 1969年：北村一輝，日本男演員
- 1969年：F·加里·格雷，美國電影導演、監製
- 1970年：陳孝萱，台灣演員
- 1972年：霍汶希，香港經紀人
- 1972年：梁靜，中國演員
- 1972年：雅普·斯塔姆，荷蘭足球運動員
- 1973年：古坂大魔王，日本搞笑藝人、DJ
- 1975年：陶哲軒，澳籍華人数學家
- 1975年：西西莉·迪·法蘭斯，比利時女演員
- 1977年：方泂鑌，馬來西亞創作歌手
- 1978年：潔絲汀·楚特，法國電影導演、編劇、剪輯師
- 1979年：秦嵐，中國演員
- 1980年：布雷特·戈德斯坦，英國男演員、喜劇演員、編劇
- 1981年：郭田葰，香港演員
- 1981年：田銘耀，新加坡男演員
- 1983年：薛之謙，中國創作歌手
- 1983年：金鎮祐，韓國男演員
- 1986年：洪性美，韓國女歌手
- 1987年：傑瑪·比兹沃斯，澳大利亞女子水球運動員
- 1987年：邱子瑍，台灣節目主持人、演員、舞者
- 1988年：郭跃，中國乒乓球運動員
- 1989年：楊九郎，中國相聲演員
- 1989年：莫龍丹，中國歌手、演員、模特兒
- 1989年：李元玲，馬來西亞鋼琴家、電影演員、網絡紅人
- 1992年：橋本千波，日本女性聲優
- 1993年：松田颯水，日本女性聲優
- 1994年：維克托·林德洛夫，瑞典職業足球運動員
- 1994年：Tyson Yoshi，香港男歌手、詞曲作家
- 1995年：任豪，中國男子偶像團體R1SE成員
- 1995年：米凱拉·莫約利，義大利女子單板滑雪運動員
- 1996年：北野日奈子，日本女子偶像團體乃木坂46成員
- 1996年：全圓佑，韓國男子偶像團體SEVENTEEN成員
- 1998年：邱鈺涵，中國游泳運動員
- 1998年：澤田汐音，日本女演員、模特兒
- 2000年：羅伯特·博布羅茨基，羅馬尼亞男子籃球運動員
- 2001年：基尚·湯普森，牙買加男子田徑運動員

## 逝世
- 924年：長者愛德華，威塞克斯國王（約874年出生）
- 1177年：藤原清輔，日本平安時代公卿、歌人（生年不詳）
- 1399年：雅德維加，波蘭女王（1373年/1374年出生）
- 1453年：约翰·塔尔博特，英格蘭軍事將領，第一代什鲁斯伯里伯爵（1387年出生）
- 1682年：松平康信，日本安土桃山時代至江戶時代前期武將、大名（1600年出生）
- 1762年：彼得三世，俄罗斯帝国皇帝（1728年出生）
- 1766年：郎世寧，義大利天主教耶穌會傳教士、中國宮廷畫家（1688年出生）
- 1790年：約翰二世·伯努利，瑞士數學家（1710年出生）
- 1790年：亚当·斯密，英国经济学家（1723年出生）
- 1793年：夏洛特·科黛，法國大革命恐怖統治時期的重要人物（1768年出生）
- 1808年：尹壯圖，清朝官員（1738年出生）
- 1894年：勒贡特·德·列尔，法國詩人（1818年出生）
- 1903年：詹姆斯·惠斯勒，美國印象派畫家（1834年出生）
- 1912年：亨利·龐加萊，法国数学和物理学家（1854年出生）
- 1918年：尼古拉二世，俄罗斯帝国末代皇帝（1868年出生）
- 1922年：海因里希·魯本斯，德國物理學家（1865年出生）
- 1926年：张謇，晚清状元、实业家（1853年出生）
- 1928年：阿爾瓦羅·奧夫雷貢，墨西哥总统（1880年出生）
- 1935年：聂耳，中國音乐家，中華人民共和國國歌《義勇軍進行曲》作者（1912年出生）
- 1938年：羅伯特·維內，德國電影導演（1873年出生）
- 1959年：比莉·哈樂黛，美國爵士歌手、作曲家（1915年出生）
- 1961年：泰·柯布，美國職業棒球運動員（1961年出生）
- 1964年：林黛，香港電影明星、亞太影后、程思遠女兒，吞服兩瓶安眠藥自殺（1934年出生）
- 1980年：吕振羽，历史学家（1900年出生）
- 1987年：石原裕次郎，日本演員（1934年出生）
- 1993年：俞振飞，中國京崑表演艺术家（1902年出生）
- 2000年：赵丽蓉，中国女演员（1928年出生）
- 2005年：愛德華·希思，英國政治人物，前任英國首相（1916年出生）
- 2009年：理察·H·霍爾，美國飛碟學家（1930年出生）[3]
- 2011年：澤田泰司 ，日本乐队X Japan前貝斯手（1966年出生）
- 2014年：奧托·皮納，德國藝術家（1928年出生）
- 2015年：歐文·查特威克，英國國教會牧師、基督宗教歷史學家、大學行政人員（1912年出生）
- 2015年：儒勒·比安奇，法國賽車手（1989年出生）
- 2018年：楊國樞，台湾心理学家、澄社創社社長（1932年出生）
- 2022年：金鍾坤，韓國海軍將領、外交官，前海軍參謀總長、駐中華民國（台灣）大使[4][5]（1930年出生）
- 2022年：杨福家，中国科学院院士，原复旦大学校长，诺丁汉大学第六任校监（1936年出生）
- 2024年：鄭佩佩，香港武打女星（1946年出生）
- 2025年：楊再春，中國書法家、書法教育家（1943年出生）
- 2025年：菲利克斯·保加拿，奧地利男子跳傘運動員（1969年出生）

## 节假日和习俗
- 世界國際司法日
- 世界表情符号日[6]
- 日本：祇園祭，日本京都东山区纪念瘟疫死者的节庆
- ：制憲節
- 伊拉克：国庆日
- 斯洛伐克：独立日
- 賴索托：国王生日
- 苹果公司Mac OS系統：iCal日[7]